# No me mates
No me mates (Non mi uccidere) es una novela de vampiros de la autora italiana Chiara Palazzolo escrita en el año 2005. Es el primer libro de una trilogía. La novela se enmarca en la reciente tendencia de romance sobrenatural de principios del siglo XX, especialmente popularizada tras el éxito internacional de la saga Crepúsculo, que ha provocado la aparición de otras muchas historias de trama similar, con relaciones románticas entre humanos, vampiros y otras criaturas sobrenaturales.
El libro fue adaptado como una película de terror italiana con el mismo título, la cual fue estrenada en 2021.

## Sinopsis
La pareja de Mirta y Robin, que se han prometido amor eterno mueren tras compartir una sobredosis de drogas. Sin embargo Mirta, fiel a su promesa, surge de su tumba cinco días después del funeral. Robin todavía no ha aparecido y mientras aguarda que su amado se reúna con ella descubre que está poseída por un hambre atroz y que sólo puede saciar con carne humana, que además le proporciona extraños poderes. De esta forma la ingenuidad e inocencia de Mirta se corrompen al convertirse en una no muerta.